# Ilok
Ilok    er en by i distriktet Vukovar-Srijem i det østlige Kroatien, og danner en geografisk panhandle omgivet af Vojvodina. Den ligger i Syrmia-regionen på bakken Fruška Gora med udsigt over floden Donau, som danner grænsen til Bačka-regionen i Serbien. Byen er hjemsted for et franciskanerkloster og Ilok Slot, som er en populær dagstur for turister over grænsen.

## Navnet
På kroatisk, er byen kendt som Ilok, på tysk som Illok, på  ungarsk som Újlak, på  Serbisk kyrillisk som Илок og på Tyrkisk som Uyluk.På ungarsk betyder "Újlak"  "ny bolig eller hytte"..

## Historie
Ilok har en lang historie, og der er fundet arkæologiske fund fra forhistorisk tid i byen. Romerne besatte byen i 100- og 200-tallet og byggede en fæstning kaldet "Cuccium".
Mod slutningen af det 5. århundrede bosatte slaverne (nutidens kroater) sig i byen. Ilok var kortvarigt under det midlertidige bulgarske imperium, indtil ungarerne fik kontrol over byen. I 1365 blev byen givet til Nikola Kont. 1526-1688 var byen under osmannerne. Fra 1566-1569 havde Ilok 238 muslimske og 27 kristne hjem. I 1572 var der 386 muslimske og 18 kristne familier. I 1699 bestod byen af 1.160 huse, og der var to moskeer i byen.  
I 1697 gav den østrigske kejser Leopold 1. byen Ilok til den italienske militærleder Livio Odescalachi som belønning for hans indsats i slaget om Wien, og den muslimske befolkning flygtede fra byen. Inden for det habsburgske rige tilhørte Ilok den administrative enhed Kongeriget Slavonien, en provins, der tilhørte både Kongeriget Kroatien og Kongeriget Ungarn. Mellem 1849 og 1868 var Slavonien et habsburgsk kronland, og i 1868 blev det forenet med Kongeriget Kroatien for at danne Kongeriget Kroatien og Slavonien. 
Ilok var en del af monarkiet indtil slutningen af 1. verdenskrig og opløsningen af Østrig-Ungarn i 1918, hvor det kortvarigt blev inkluderet i Slovenernes, kroaternes og serbernes stat og senere Kongeriget Jugoslavien.
Den 17. oktober 1991 under den kroatiske uafhængighedskrig blev ikke-serbere fordrevet fra byen af den  jugoslaviske folkehær og serbiske paramilitære styrker. Deres huse blev plyndret og ødelagt, og byen blev annekteret til den Den Serbiske Republik Krajina. Området blev givet tilbage til Kroatien i 1995, med undtagelse af øen Šarengrad i Donau, som stadig er besat af Serbien.